# 比特尼角 (加利福尼亞州)
比特尼角（英語：Bitney Corner）是位於美國加利福尼亞州內華達縣的一個非建制地區。該地的面積和人口皆未知。

## 地理
比特尼角的座標為39°19′55″N 121°06′32″W / 39.33194°N 121.10889°W，而該地的平均海拔高度為718米（即2356英尺）。